# 鍵冨徹
鍵冨 徹（かぎとみ とおる、1957年9月7日 - ）は、新潟放送(BSN)の社員・ラジオパーソナリティ。

## 略歴
新潟県新潟市（現中央区）出身。少年時代、ラジオで糸居五郎がディスクジョッキーを務める番組を聴き、喋り手になる夢を持つ。新潟市立寄居中学校、新潟明訓高等学校を経て立教大学法学部卒業後、1981年春にBSN新潟放送に入社、ラジオ局編成制作部に配属された。増山由美子（入社当時はアナウンサーで、現在はBSNの編成局次長）とは同期入社である。
入社以来、主にラジオを中心に活動。アナウンス部所属ではないため、各番組に出演する際にも「ラジオパーソナリティ」としてクレジットしており、また鍵冨本人も番組の冒頭と終了時には「雑談担当は鍵冨徹です（でした）」とクレジットしていた他、姓が難読であることから「かぎとみ徹」と平仮名でクレジットするケースもあった。
入社後から高坂元巳（当時は「チャーリー高坂」を名乗っていた）と共に『ネクラでバンザイ』など、トーク番組のパーソナリティやディレクターを務めた。キー局のトーク番組を意識した番組構成に凝り、時には際どい下ネタも織り交ぜた破天荒な内容で、上司からはしばしば大目玉を食らったという。
その後、ラジオの月～金曜の帯の洋楽番組『SWITCH ON POPS』のパーソナリティとなる。テーマ曲にはロギンス&メッシーナの『マイ・ミュージック』をチョイスした。リスナーのリクエストに応える他、様々なジャンルの洋楽を紹介。レコード会社から直接入手した最新の音楽情報を織り交ぜて人気を博した。この後『ハロー!!ジャンボサタデー』『夜はおまかせベストテン』『GO!GO!パラダイス』などのパーソナリティを歴任。1997年にラジオ局編成制作部から報道制作局報道部に異動し記者として活動した後、ラジオ局編成制作部長代理に。『かぎとみ徹の熱烈!ラジオSHOW』のパーソナリティなど、再びラジオを主とした活動に戻った。その後、東京支社の編成部長への異動に伴い、2006年3月30日で『熱烈!ラジオSHOW』は終了したが、2013年3月の人事異動により、報道制作局次長兼アナウンス担当部長に就任。。これを機に、BSNスマホサイトのNTTドコモのみの有料コンテンツ向け番組の1つである『かぎとみ徹の熱烈!スマホSHOW』にて、パーソナリティーとして復活した。更に、BSNのイベント・事業・広報関係CMのナレーションも随時行っている。
2014年4月1日付けの人事異動で営業局次長兼ラジオセンター長に就任。
2016年12月24日正午にBSNラジオで放送された「糸魚川大火特別番組」で、BSN上越支社長という役称で火災鎮火後の現地レポートで電話出演した。

## 来歴
- 鍵富本人は、ニッポン放送アナウンサーの上柳昌彦と生年月日が近く、同じ立教大法学部出身（ただし、在学当時の面識はなし）という「共通点」がある為、彼はその事を1996年頃の『GO!GO!パラダイス』放送当時によく話題に挙げていた。そんな折、番組中の１コーナー（全国のラジオ局のパーソナリティーと電話対談するという企画）で上柳が電話出演する機会があり、電話での初対面を果たした。早速上記の共通点を嬉しそうに話した鍵富だったが、当の上柳の方は鍵富を全く知らなかった事もあり、鍵富と上柳の態度には若干の温度差が否めなかったというエピソードがある。

## 現在の担当番組
- かぎとみ徹の熱烈!スマホSHOW(BSNスマホサイトのNTTドコモのみの有料コンテンツ向け番組、2013年開始。)

## 過去の出演番組
- SWITCH ON POPS
- ハロー!!ジャンボサタデー
- 夜はおまかせベストテン
- はればれワイドにっこり大放送
- かぎとみ徹のGO!GO!パラダイス
- リバーサイドウエーブ おーっ!もう金曜日
- 本気ぃのんきぃサンデー
- かぎとみ徹の熱烈!ラジオSHOW

## その他

### 著書
- 病気アレコレすきま学（新潟日報事業所刊、2003年8月発売、ISBN 4888629935、新潟県内の医師・村山実と共著）